# Die Bestie in Menschengestalt
Die Bestie in Menschengestalt [La bestia con forma humana] es el décimo álbum de Die Ärzte, contando a Uns geht's Prima como el primero. Es el primer álbum con el nuevo bajista Rod González.
Tiene un contenido variado de música, comenzando por el metal en Schrei nach Liebe, hablando de filosofía en Schopenhauer, temas sin sentido en Hey huh! y Fafafa, el romanticismo en Mach die Augen zu, una canción tipo reguetón en Gehirn-Stürm, un tango alemán en die Allerschürfste, temas pacifistas y de amor en Friedenspanzer, rock en español en dos corazones, guitarras españolas y revolución en Kopfüber in die Hölle, las drogas en Lieber Tee,y al finalizar, una cómica canción de música tradicional alemana en wenn es Abend wird.

## Canciones
1. "Intro" – 0:06
2. "Schrei nach Liebe" (Grito por amor) (Felsenheimer/Urlaub) – 4:12
3. "Schopenhauer" (Urlaub) – 3:06
4. "Für uns" (Por nosotros) (Felsenheimer) – 4:42
5. "Hey! Huh! (in Scheiben)" (Felsenheimer/Urlaub) – 1:29
6. "FaFaFa" (Urlaub) – 1:41
7. "Deutschrockgirl" (Chica rockera alemana)(M: Felsenheimer/T: Felsenheimer, Urlaub) – 1:53
8. "Mach die Augen zu" (Cierra los ojos) (Urlaub) – 4:00
9. "Gehirn-Stürm" (Cerebro-tormenta) (M: Felsenheimer/T: Gonzales, Felsenheimer) – 4:04
10. "Mit dem Schwert nach Polen, warum René?" (Con la espada hacia Polonia, ¿por qué René?) (M: Felsenheimer/T: Gonzales, Felsenheimer) – 4:28
11. "Claudia (Teil 95)" (Claudia (Parte 95)) (Felsenheimer/Gonzales/Urlaub) – 0:09
12. "Die Allerschürfste" (El supercaliente) (Urlaub) – 3:24
13. "Friedenspanzer" (Tanque de la paz) (Gonzales, Felsenheimer) – 3:56
14. "Quark" (No importante) (Urlaub) – 2:45
15. "Dos Corazones" (Gonzales) – 3:47
16. "Kopfüber in die Hölle" (De cabeza al infierno) (Urlaub) – 2:54
17. "Omaboy" (Chico de la abuela) (Felsenheimer) – 4:45
18. "Lieber Tee" (Querido té) (Urlaub) – 4:47
19. "Wenn es Abend wird" (Si se hace de noche) (Urlaub) – 6:36

## Sencillos
1993: Schrei nach Liebe

1993: Mach die Augen zu

1994: Friedenspanzer

1994: Quark
- Datos: Q48205